# Peter Collins (autocoureur)

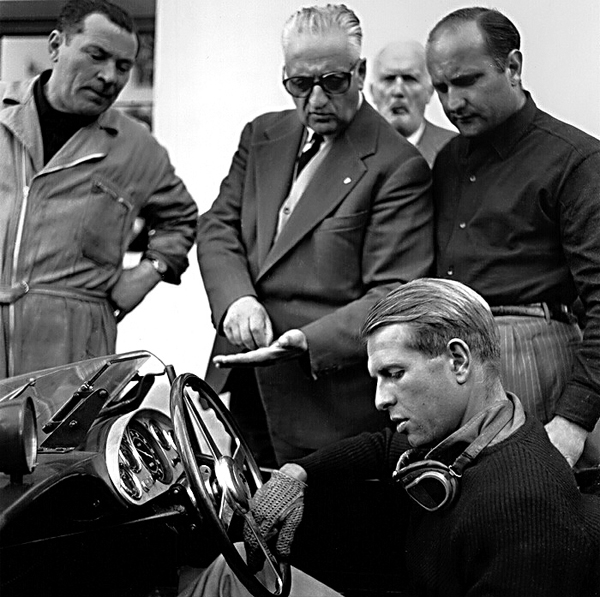
Peter Collins in 1957

Peter John Collins (Kidderminster, Worcestershire, 6 november 1931 – Bonn, Duitsland, 3 augustus 1958) was een Formule 1-coureur uit Groot-Brittannië. 
Collins reed tussen 1952 en 1958 32 van de 35 Grands Prix waarvoor hij ingeschreven was voor de teams HWM, Vanwall, Maserati en Ferrari. In totaal won hij drie Grands Prix. Hij verongelukte tijdens de Grand Prix Formule 1 van Duitsland 1958.